# Lorenzo Bosisio
Lorenzo Bosisio   (Marmirolo, 24 de setembre de 1944) és un ciclista italià, ja retirat, que fou professional entre 1969 i 1972. Es dedicà principalment al ciclisme en pista.
El 1968, com a ciclista amateur, va prendre part en els Jocs Olímpics de Ciutat de Mèxic, en què guanyà una medalla de bronze en la persecució per equips, al costat de Luigi Roncaglia, Cipriano Chemello i Giorgio Morbiato.
En el seu palmarès també destaquen tres medalles al Campionat del Món de ciclisme en pista, d'or el 1968 en persecució per equips, de bronze el 1968 en persecució individual amateur i de plata el 1970 en persecució individual.

## Palmarès
- 1968
  -  Campionat del món de persecució per equips amateur, amb Giorgio Morbiato, Cipriano Chemello i Luigi Roncaglia
  -  Medalla de bronze als Jocs Olímpics de Ciutat de Mèxic en persecució per equips
- 1970
  -  Medalla de plata en persecució al Campionat del Món de ciclisme en pista

### Resultats a la Volta a Espanya
- 1969. Abandona